# Marco Casagrande
Marco Casagrande (Turku, 7 de Maio de 1971) é um arquitecto finlandês que trabalha também como artista plástico, escritor e professor. 

## Infância e Juventude
Casagrande nasceu no seio de uma família católica italo-finlandesa. Cresceu e foi educado em Ylitornio, uma localidade na região norte da Lapónia. Aí viveu até se mudar para Helsínquia a fim de estudar arquitectura. 
Formou-se no departamento de Arquitectura da Universidade de Tecnologia de Helsínquia no ano de 2001.

## Mercenário e Escritor
Depois de cumprir o serviço militar no exército finlandês, em 1993 Casagrande voluntariou-se para as forças de defesa HVO, da auto-proclamada República da Croácia da Bósnia e Herzegovina. Com o pseudónimo de Luca Moconesi, escreveu um livro polémico intitulado "Mostarin tien liftarit / Hitchhikers on the Road to Mostar (WSOY 1997)"[2] acerca das suas experiências na guerra cívil da Bósnia. Com base nas descrições de crimes de guerra cometidos pelo personagem principal deste livro autobiográfico, Casagrande tornou-se suspeito de ser um criminoso de guerra. Mais tarde, para se defender, afirmou que na verdade o seu livro se tratava de uma obra de ficção.[3]

## Arquitecto e Artista

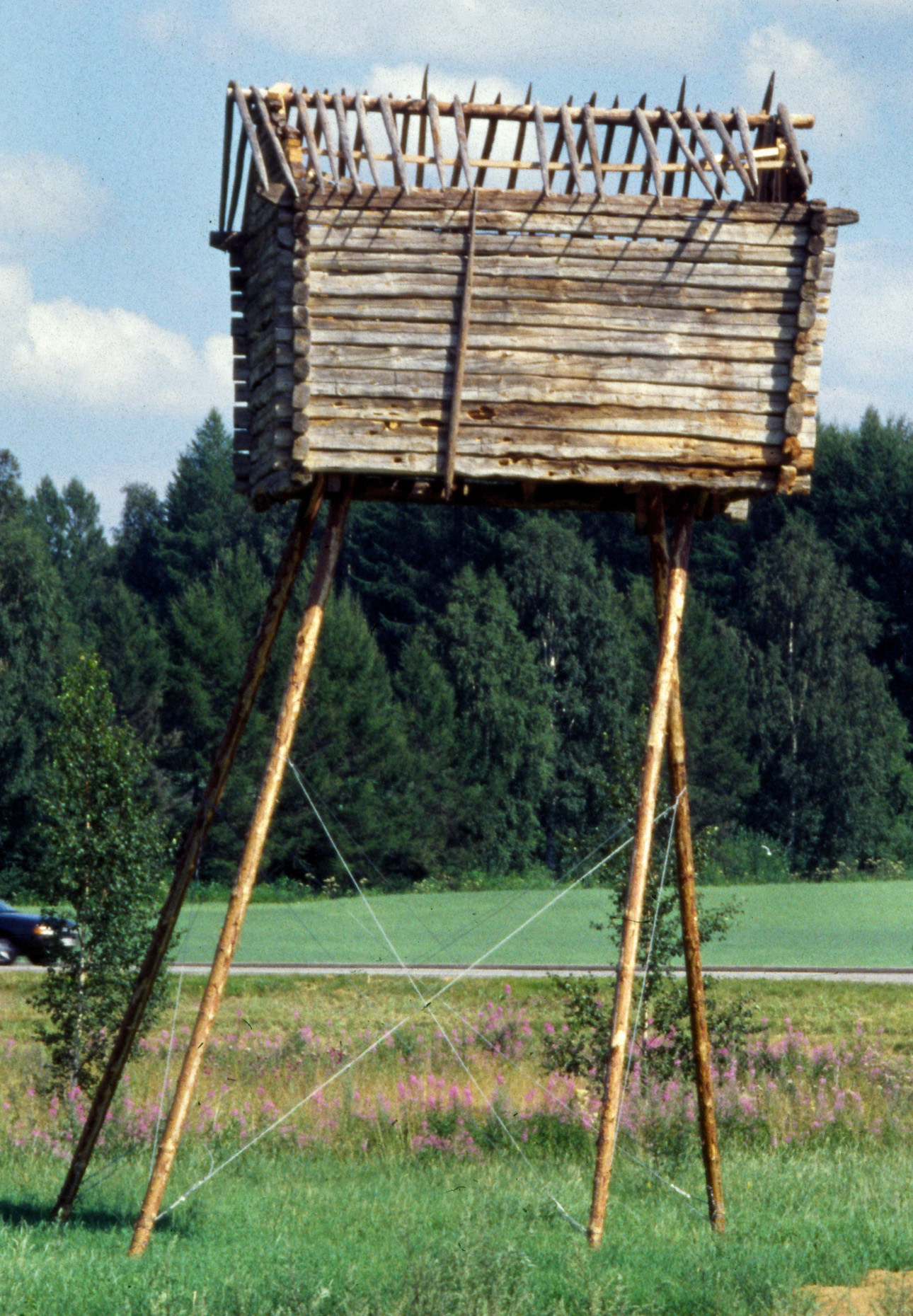
Land(e)scape, 1999

Sixty Minute Man, 2000

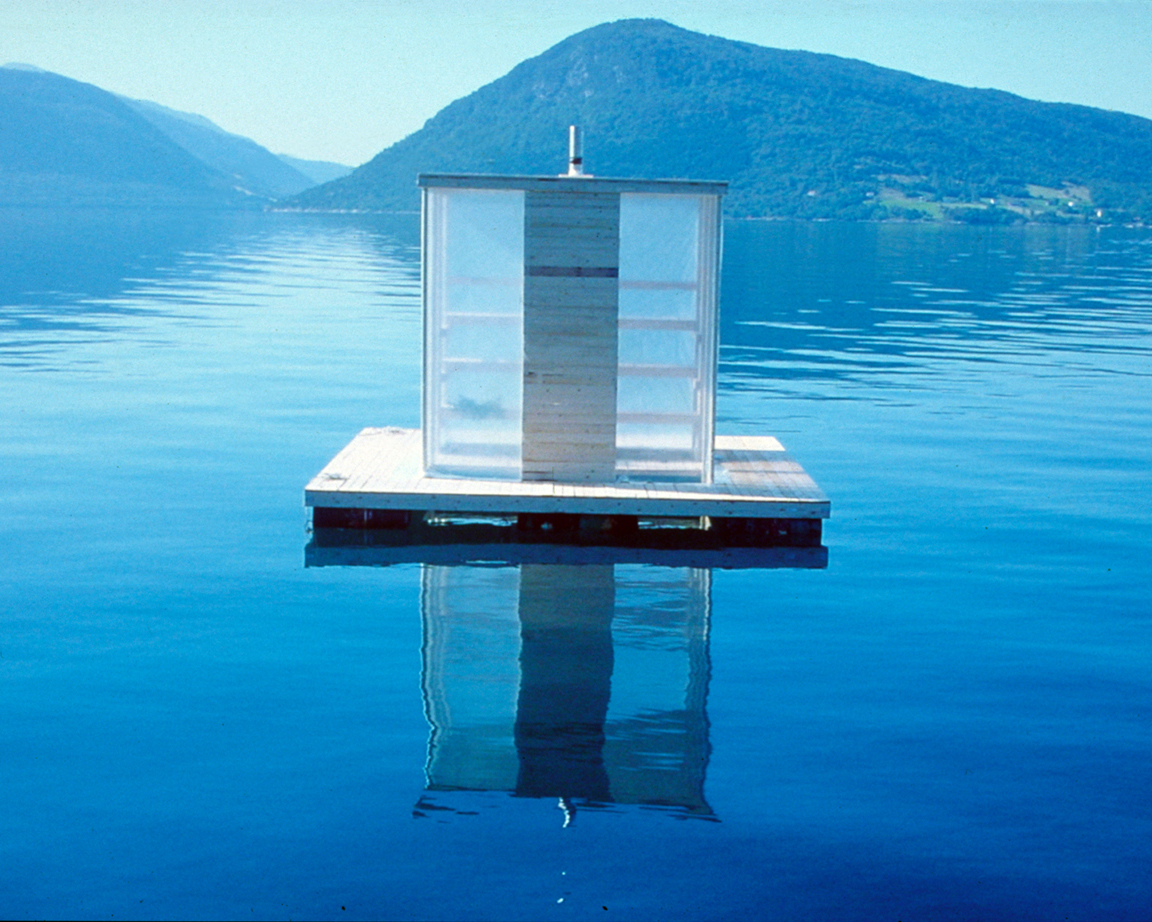
Floating Sauna, 2002

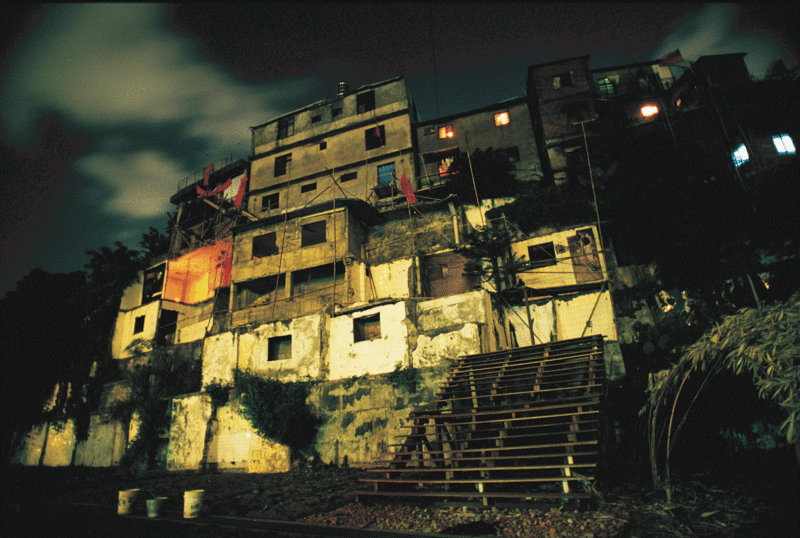
Treasure Hill, 2003

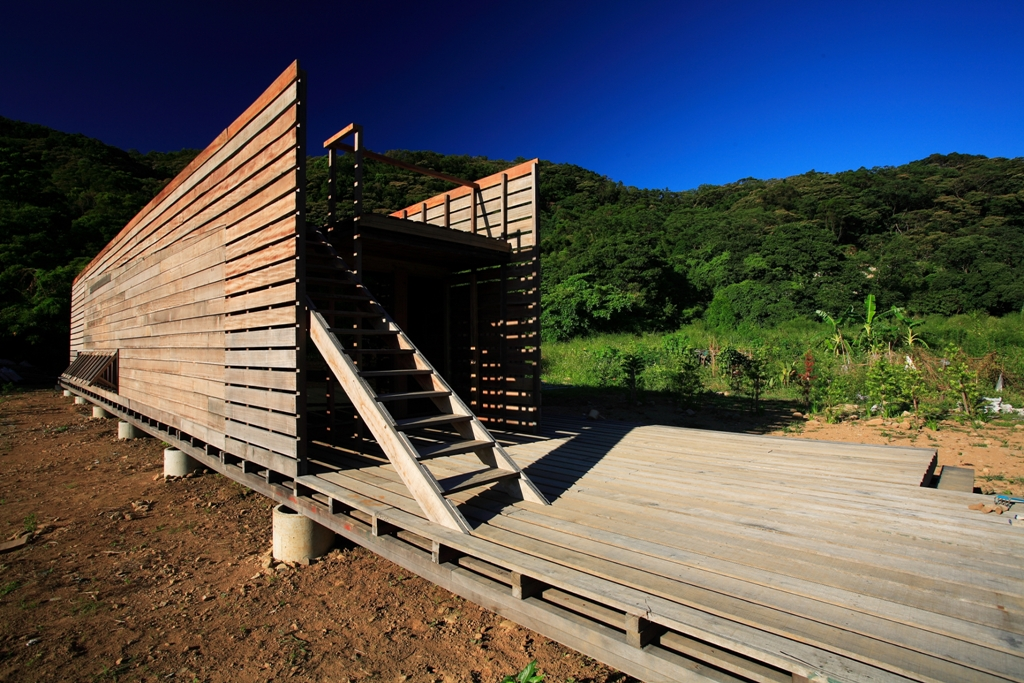
Chen House, 2008

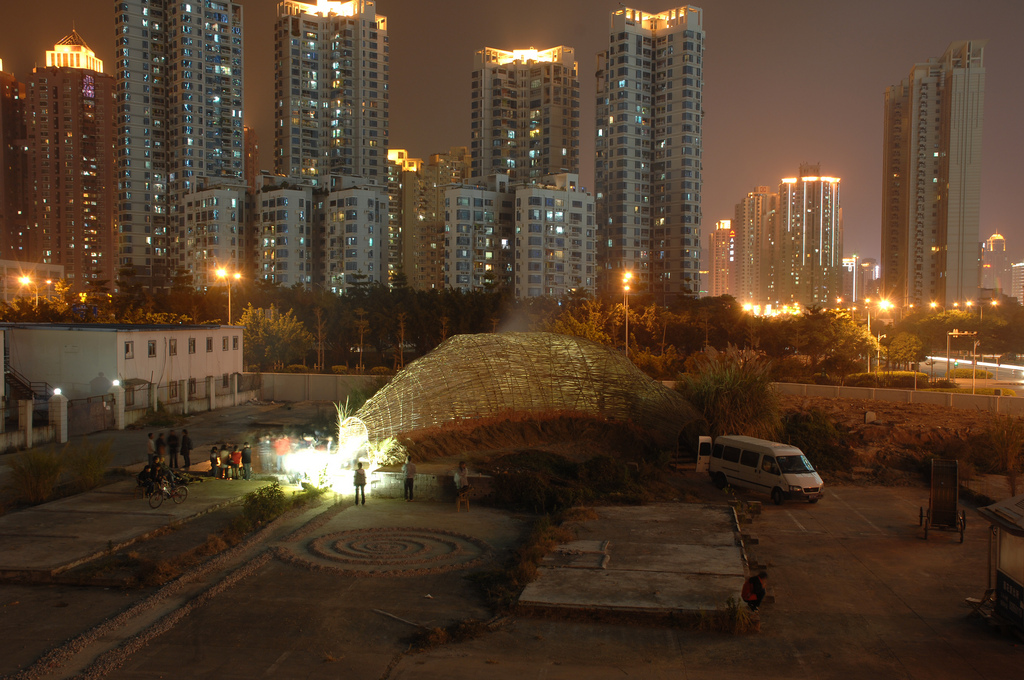
Bug Dome, 2009

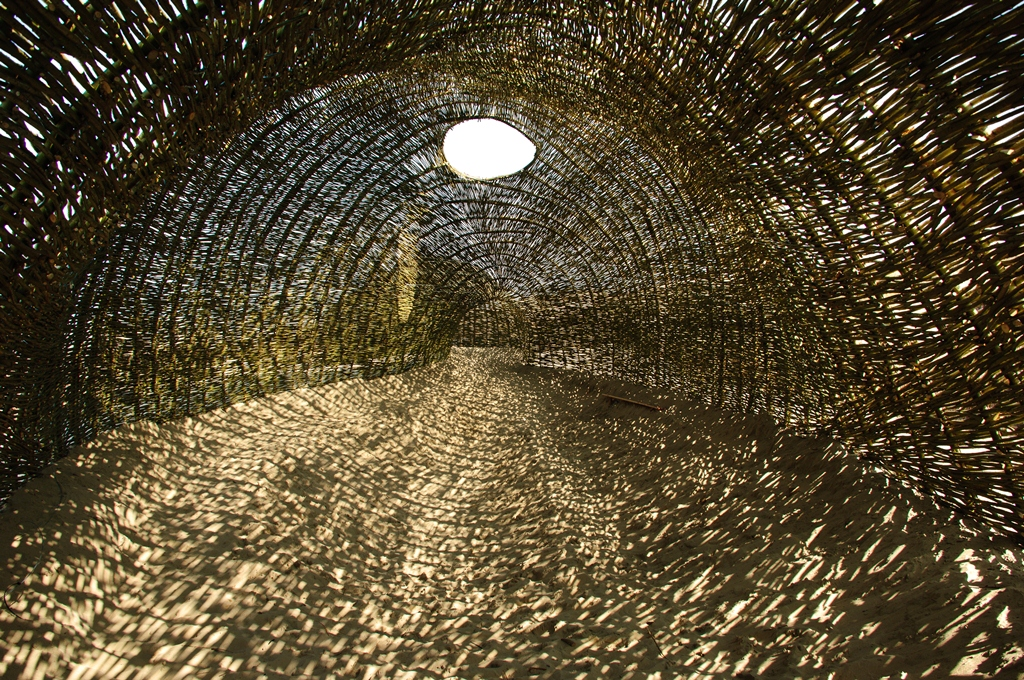
Sandworm, 2012

Depois de ter sido finalista na competição Architectural Review's - Emerging Architecture (1999)  Marco Casagrande e o seu colega Sami Rintala foram convidados a participar na Bienal de Veneza 2000. Um crítico do jornal americano New York Times escolheu o seu projecto "60 Minute Man" para seu favorito da Biena Neste projecto Casagrande & Rintala plantaram uma floresta num navio abandonado, utilizando como solo os detritos humanos produzidos na cidade de Veneza durante 60 minutos. 
A obra de Casagrande atravessa os campos da arquitectura, do planeamento urbano e ambiental, assim como da arte ambiental, cruzando-se com outras disciplinas artísticas.
A pesquisa de uma arquitectura subconsciente, a realidade e a ligação entre o homem moderno e a natureza. Ele acredita que não podemos submeternos apenas ao stress, à envolvente económica, ao acesso online ao entretenimento e informação. O real tem valor.
Casagrande foi nomeado professor de planeamento urbano ecológico na universidade de Taiwan Tamkang University depois de realizar o projecto Treasure Hill, no qual transformou um bairro clandestino de agricultores urbanos num laboratório experimental de urbanismo ambiental, de modo a tornar o bairro legal. The overhaul had mixed reactions from the community. 
A sua teoria da Cidade de Terceira Geração encara a condição pós-industrial da cidade como uma máquina avariada pela natureza, e vê os arquitectos comodesigners xamãs que apenas interpretam o que a natureza maior de uma mente colectiva transmite.

### Trabalhos Importantes
- Land(e)scape, Instalação arquitectónica, Casagrande & Rintala, Savonlinna, Finlândia, 1999
  - Três celeiros abandonados montados no topo de quatro pernas de 10 metros de altura, que serviriam para que estas construções seguissem os agricultores até às cidades do sul da Finlândia para onde migraram. No final a instalação foi incendiada pelos autores.
- 60 Minute Man, instalação arquitectónica, Casagrande & Rintala, Bienal de Arquitectura de Veneza, 2000
  - Um navio abandonado com 50 metros de comprimento foi carregado com os detritos humanos produzidos durante 60 minutos na cidade de Veneza sobre os quais se plantou um jardim.
- Uunisaari Summer Theatre, arquitectura temporária, Casagrande & Rintala, Helsínquia Finlândia, 2000
  - Um anfiteatro temporário construido na ilha de Suomenlinna ao redor de Helsínquia.[8]
- 1000 White Flags, Instalação de arte ambiental, Casagrande & Rintala, Koli, Finlândia, 2000
  - Bandeiras brancas feitas com lençois usados de um hospital psiquiátrico instaladas na encosta de uma montanha para a curar da sua maldição.[9]
- Quetzalcoatlus, instalação, Casagrande & Rintala, Bienal de Havana 2000 
  - Uma barra de ferro com 300 kg suspesa entre dois edifícios universitários pela força de 10 km de fio de pesca.
- Bird Hangar, Instalação arquitectónica, Casagrande & Rintala, Trienal de Yokohama 2001 
  - Escultura que libertava balões de gás que levavam sementes de vegetais japoneses do campo para a cidade [10]
- Installation 1:2001, instalação pública, Casagrande & Rintala, Bienal de Florença, 2001 
  - Uma parade circular de 15.000 livros sobre política, filosofia e religião com os títulos virados para o interior da estrutura. O trabalho foi planeado para ser instalado em Cuba mas a resistência do governo levou a que fosse realizado ante em Itália.[11]
- Dallas-Kalevala, jornada artística, Casagrande & Rintala, Deméter Arte Ambiental, Hokkaido Japan 2002 
  - Uma viagem de carro desde a Finlândia até ao Japão na qual foram colectionadas fotografias polaroid e sons locais.[12]
- Chain Reactor, instalação arquitectónica, Casagrande & Rintala, Bienal de Montreal 2002 
  - Um cubo com 6 x 6 x 6 metros de metal e correntes de aço a envolver uma mesa para fazer fogueiras.[13]
- Anarchist Gardener, performance e instalação, Puerto Rico Biennial 2002
  - O desfile de um deus inventado para parar o tráfego de uma auto-estrada a fim de construir uma série de jardins zen industriais. [14]
- Floating Sauna, arquitectura temporária, Casagrande & Rintala, Rosendahl village Noruega 2002
  - Uma sauna transparente e flutuante no final de um fiordel local público de uma vila de pescadores.
- Redrum, instalação arquitectónica, Casagrande & Rintala, Alaska Design Forum 2003 
  - Um tempo de petróleo virado para um edifício do governo federal dos EUA em Anchorage. Depositos ferroviários de petróleo, conhachs de ostra e uma lareira . [15]
- Potemkin, parque, Casagrande & Rintala, Etchigo Tsumari Trienal de Arte Contemporânea 2003 
  - Um parque de ferro com 130 metros de comprimento para meditação pós-industrial por entre plantações de arroz..[16]
- Treasure Hill, restauração de área residencial, Taipei Taiwan 2003 
  - reabilitação ecológica da área residencial.
- Post Industrial Fleet, arquitectura naval, CREW*31, Bienal de Arquitectura de Veneza 2004
  - Estratégias arquitectónicas de reciclagem para navios industriais fora de uso.
- Human Layer, acupuntura urbana, Greetings from London[17] - Helsinki Festival  - Taipei on the Move  2004 
  - Uma série de planos de acupuntura urbana para as cidades de Londres, Helsínquia e Taipei . [18]
- Chamber of the Post-Urbanist 104, instalação estilo de vida, Museu de Arte Contemporânea de Taipei 2005
  - Mobília feita de ferro para o homem da caverna pós-urbano.[19]
- Future Pavilion, Taiwan Design Expo, exposição multidisciplinar de arte e arquitectura nas ruinas do campo militar de Wei Wu, Kaoshioung [20][21]
- CityZenGarden, instalação conjunta com os arquitectos 3RW [22], Bienal de aqruitectura de Veneza 2006 
  - Jardim Oriental com vidro reciclado na prisão de Veneza. Documentário dos agricultores urbanos de Taiwan. [23]
- 7-ELEVEN Sauna, Taipei Taiwan 2007 [24]
- Casa Chen, Sanjhih Taiwan 2008 [25]
  - World Architecture Community Award 2009 [26]
- Bug Dome, Shenzhen & Hong Kong Bi-City Biennale of Architecture & Urbanism 2009 [27]
- Cicada, Taipei Taiwan 2011
  - Localizada em uma zona altamente industrial de Taipei, Cicada é simplesmente uma estrutura de bambu no meio de um parque, literalmente rodeada por ruas e viadutos. [28] Red Dot Design Award 2012. [29]